# 建安県 (遼寧省)
建安県（けんあん-けん）は中華人民共和国遼寧省にかつて存在した県。現在の蓋州市一帯に相当する。
遼代に辰州の州治として設置された。元代に廃止された。